# Ataru Oikawa
Ataru Oikawa (及川?, Oikawa Ataru; ...) è un regista e sceneggiatore giapponese.
È noto principalmente per aver diretto tre film della serie Tomie.

## Carriera
Oikawa debuttò in veste di sceneggiatore nel 1990, scrivendo la commedia drammatica Gattubī - Bokura wa kono natsu nekutai wo suru. Nel 1998 esordì nella regia cinematografica, dirigendo Tokyo yoru bōdō: Kenka no hanamichi - Tokyo bangai hen, realizzato per il V-Cinema.
Nel 1999 fu scelto per dirigere Tomie, primo film della serie tratta dall'omonimo manga scritto e disegnato da Junji Itō nel 1997. Nel 2004 diresse l'horror Tokyo Psycho, mentre l'anno successivo tornò a dirigere due film della serie Tomie: il prequel Tomie: Beginning e il penultimo film della serie, Tomie: Revenge.
Tra il 2008 e il 2009 Oikawa diresse l'horror-thriller Shrill Cries of Summer e il suo sequel Shrill Cries - Reshuffle, tratti dall'anime Higurashi no naku koro ni.

## Filmografia

### Regista
- Tokyo yoru bōdō: Kenka no hanamichi - Tokyo bangai hen (1998)
- Tomie (富江, Tomie) (1999)
- Samurai Girl 21 (Samurai Gālu 21) (2001)
- Lover's Kiss (2003)
- Tokyo Psycho (Tokyo densetsu: ugomeku machi no kyōki) (2004)
- Tomie: Beginning (富江 BEGINNING) (2005)
- Tomie: Revenge (富江 REVENGE) (2005)
- Einstein Girl (Ainshutain gāru) (2005)
- Menotto (2005)
- Apartment 1303 (2007)
- Kisshō Tennyo (2007)
- Higurashi no naku koro ni (film) (Shrill Cries of Summer) (2008)
- Shrill Cries - Reshuffle (Higurashi no naku koro ni: Chikai) (2009)